# Кліщинець східний
Кліщинець східний, арум східний (Arum orientale) — вид рослин з родини ароїдних (Araceae), поширений у південній Європі, Азербайджані, Вірменії, Грузії.

## Опис

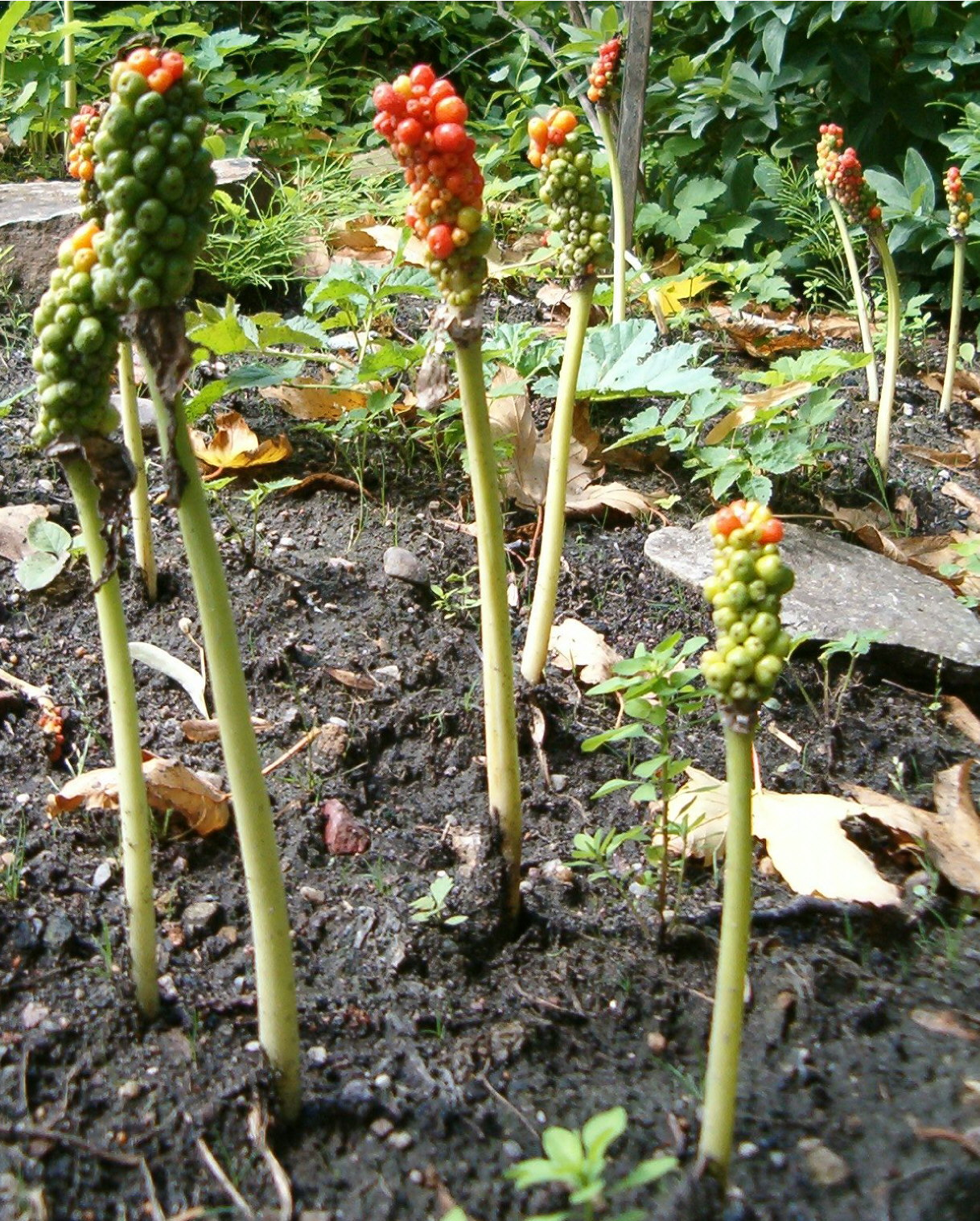

Багаторічна рослина висотою 30–40 см. Листки розвиваються навесні, до 25 см завдовжки, частково плямисті. Квітконосне стебло майже вдвічі коротше від черешка листа.
Отруйна рослина.

## Поширення
Поширений у південній Європі, Азербайджані, Вірменії, Грузії.
В Україні зростає в лісах — у Криму.